# Campeonato Mundial de Curling Masculino de 2013
El LV Campeonato Mundial de Curling Masculino se celebró en Victoria (Canadá) entre el 30 de marzo y el 7 de abril de 2013 bajo la organización de la Federación Mundial de Curling (WCF) y la Federación Canadiense de Curling.
Las competiciones se realizaron en el Save-On-Foods Memorial Centre de la ciudad canadiense.

## Tabla de posiciones
| Pos | Equipo          | G | P | G–P |
| --- | --------------- | - | - | --- |
| 1   | Escocia         | 8 | 3 | –   |
| 2   | Suecia          | 7 | 4 | 1–1 |
| 3   | Dinamarca       | 7 | 4 | 1–1 |
| 4   | Canadá          | 7 | 4 | 1–1 |
| 5   | Noruega         | 6 | 5 | 3–0 |
| 6   | China           | 6 | 5 | 2–1 |
| 7   | Suiza           | 6 | 5 | 1–2 |
| 8   | República Checa | 6 | 5 | 0–3 |
| 9   | Estados Unidos  | 5 | 6 | –   |
| 10  | Rusia           | 3 | 8 | 1–0 |
| 11  | Japón           | 3 | 8 | 0–1 |
| 12  | Finlandia       | 2 | 9 | –   |

## Cuadro final
|  | Clasif. a semifinal | Clasif. a semifinal | Clasif. a semifinal |  |  | Semifinal | Semifinal |  |              | Final        | Final |
|  |                     |                     |                     |  |  |           |           |  |              |              |       |
|  | 1                   | Escocia             | 5                   |  |  |           |           |  |              |              |       |
|  | 2                   | Suecia              | 6                   |  |  |           |           |  |              | Suecia       | 8     |
|  |                     |                     |                     |  |  | Escocia   | 3         |  | Canadá       | 6            |       |
|  |                     | Canadá              | 6                   |  |  |           |           |  |              |              |       |
|  | 3                   | Dinamarca           | 6                   |  |  |           |           |  | Tercer lugar | Tercer lugar |       |
|  | 4                   | Canadá              | 8                   |  |  |           |           |  |              |              |       |
|  |                     |                     |                     |  |  |           |           |  |              | Escocia      | 7     |
|  |                     |                     |                     |  |  |           |           |  |              | Dinamarca    | 6     |

## Medallistas
| Evento    | Oro                                                                                        | Plata                                                                              | Bronce                                                                               |
| --------- | ------------------------------------------------------------------------------------------ | ---------------------------------------------------------------------------------- | ------------------------------------------------------------------------------------ |
| Masculino | Suecia · Niklas Edin · Sebastian Kraupp · Fredrik Lindberg · Viktor Kjäll · Oskar Eriksson | Canadá · Bradley Jacobs · Ryan Fry · Eric Harnden · Ryan Harnden · Matt Dumontelle | Escocia David Murdoch Thomas Brewster Scott Andrews Michael Goodfellow Greg Drummond |

1. ↑  Descalificado por dopaje.[2]